# Léopards de Rouen
I Léopards de Rouen sono una squadra di football americano di Rouen, in Francia; hanno vinto un campionato regionale (torneo di quarta divisione).

## Dettaglio stagioni

### Tornei nazionali

#### Campionato

##### Division Elite
| Stagione | regular season | regular season | regular season | regular season | regular season | regular season | playoff | playoff | playoff | playoff | playoff | playoff    | playoff               |
|          | Vin            | Par            | Per            | Tot            | PF             | PS             | Vin     | Per     | Tot     | PF      | PS      | risultato  | avversaria            |
| -------- | -------------- | -------------- | -------------- | -------------- | -------------- | -------------- | ------- | ------- | ------- | ------- | ------- | ---------- | --------------------- |
| 2017     | 5              | 0              | 5              | 10             | 299            | 298            | 0       | 1       | 1       | 16      | 40      | Semifinale | Flash de La Courneuve |
| 2018     | 1              | 0              | 9              | 10             | 103            | 312            | -       | -       | -       | -       | -       | -          | -                     |
| 2019     | 1              | 1              | 8              | 10             | 126            | 271            | -       | -       | -       | -       | -       | -          | -                     |
| Totale   | 7              | 1              | 22             | 30             | 528            | 881            | 0       | 1       | 1       | 16      | 40      |            |                       |

Fonti: Enciclopedia del Football - A cura di Roberto Mezzetti

##### Challenge Féminin
| Stagione | regular season | regular season | regular season | regular season | regular season | regular season | playoff | playoff | playoff | playoff | playoff | playoff   | playoff    |
|          | Vin            | Par            | Per            | Tot            | PF             | PS             | Vin     | Per     | Tot     | PF      | PS      | risultato | avversaria |
| -------- | -------------- | -------------- | -------------- | -------------- | -------------- | -------------- | ------- | ------- | ------- | ------- | ------- | --------- | ---------- |
| 2017     | 0              | 0              | 4              | 4              | 0              | 148            | -       | -       | -       | -       | -       | -         | -          |
| 2018     | 3              | 0              | 1              | 4              | 82             | 38             | -       | -       | -       | -       | -       | -         | -          |
| Totale   | 3              | 0              | 5              | 8              | 82             | 186            | -       | -       | -       | -       | -       |           |            |

Fonti: Enciclopedia del Football - A cura di Roberto Mezzetti

### Tornei locali

#### Conference Ouest
| Stagione | regular season | regular season | regular season | regular season | regular season | regular season | playoff | playoff | playoff | playoff | playoff | playoff   | playoff    |
|          | Vin            | Par            | Per            | Tot            | PF             | PS             | Vin     | Per     | Tot     | PF      | PS      | risultato | avversaria |
| -------- | -------------- | -------------- | -------------- | -------------- | -------------- | -------------- | ------- | ------- | ------- | ------- | ------- | --------- | ---------- |
| 2003     | 1              | 0              | 1              | 2              | 30             | 18             | -       | -       | -       | -       | -       | -         | -          |
| 2007     | 0              | 0              | 4              | 4              | 12             | 56             | -       | -       | -       | -       | -       | -         | -          |
| Totale   | 1              | 0              | 5              | 6              | 42             | 74             | -       | -       | -       | -       | -       |           |            |

Fonti: Enciclopedia del Football - A cura di Roberto Mezzetti

### Riepilogo fasi finali disputate
| Anno           | Luogo        | Evento         | Fase del torneo | Incontro                                  | Risultato |
| 10 giugno 2017 | La Courneuve | Division Élite | Semifinale      | Flash de La Courneuve - Léopards de Rouen | 40 - 16   |

## Palmarès
- 1 Campionato regionale Normandie-Picardie (2012)